# ルブラトキシン
ルブラトキシン (rubratoxin) は Penicillium rubrum および Penicillium purpurogenum により産生されるマイコトキシンの一種であり、哺乳類に対して肝毒性を示すことが知られている。古くからルブラトキシンAとBが知られていたが、2014年、Penicillium属の未記載種からのルブラトキシンCの単離が報告された 。ルブラトキシンはプロテインホスファターゼ2A (PP2A) の特異的な阻害剤としても知られ、特にルブラトキシンAのPP2A阻害活性はBに比べて100倍ほど強力であり、現在は研究試薬として用いられている 。

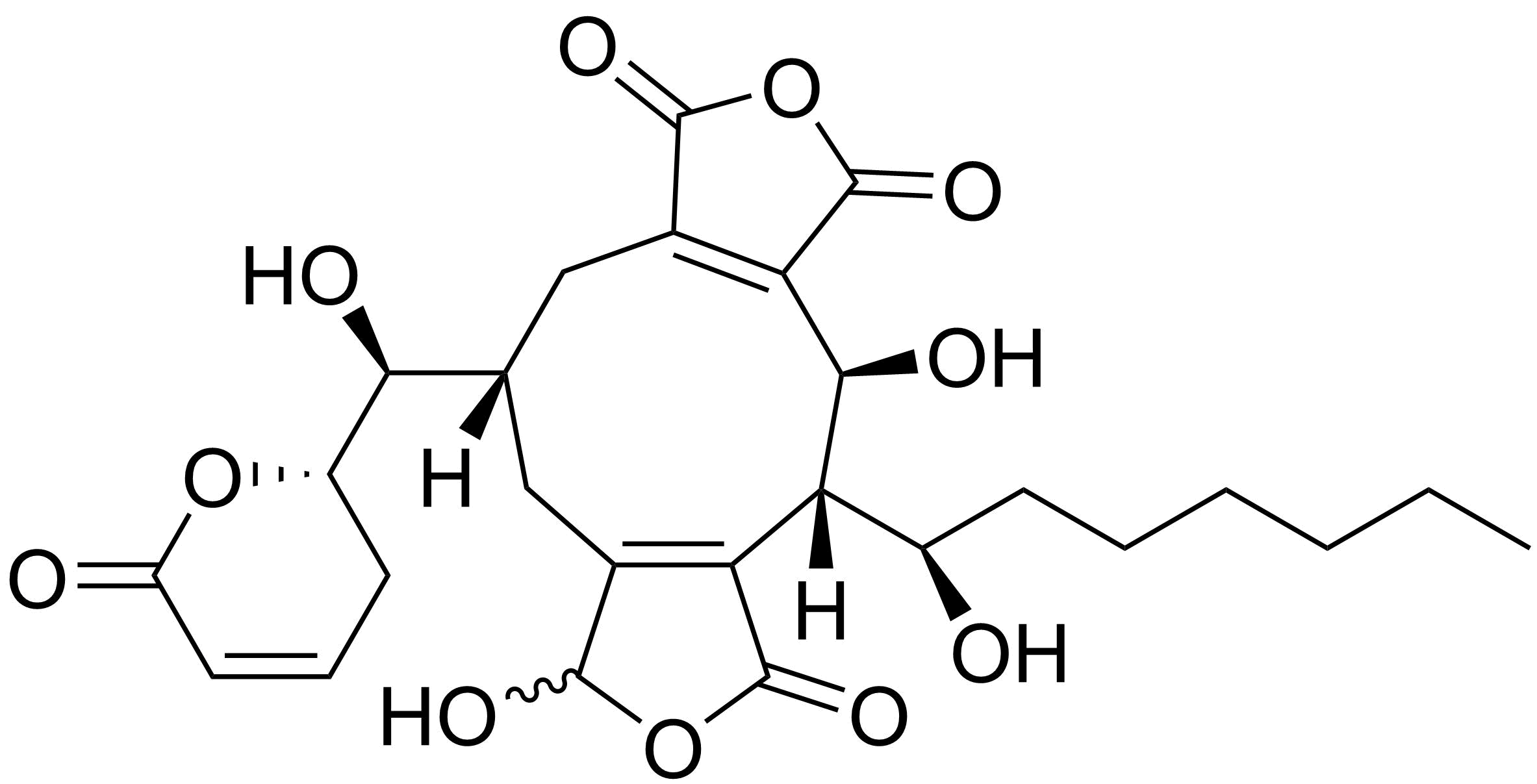
ルブラトキシンA
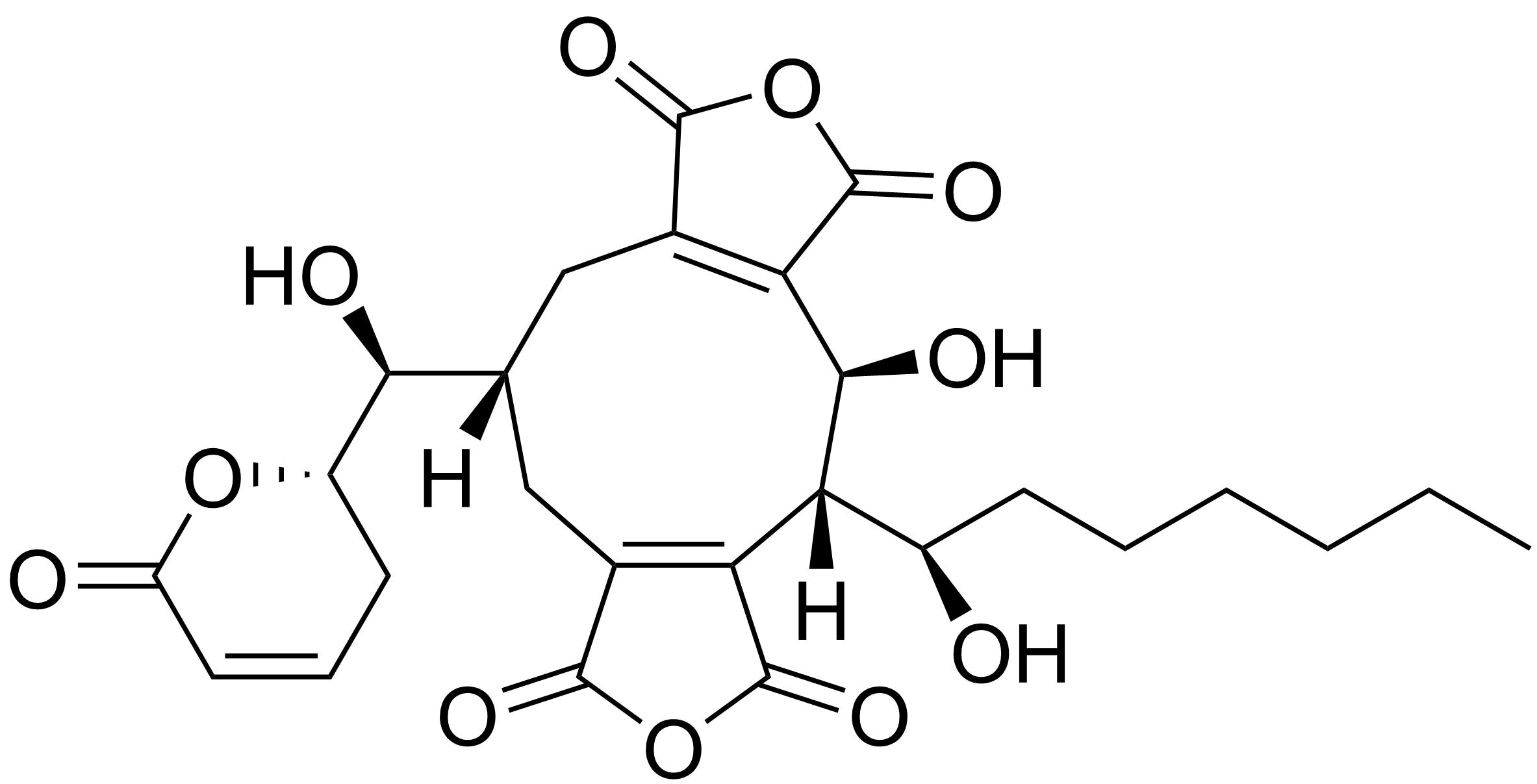
ルブラトキシンB
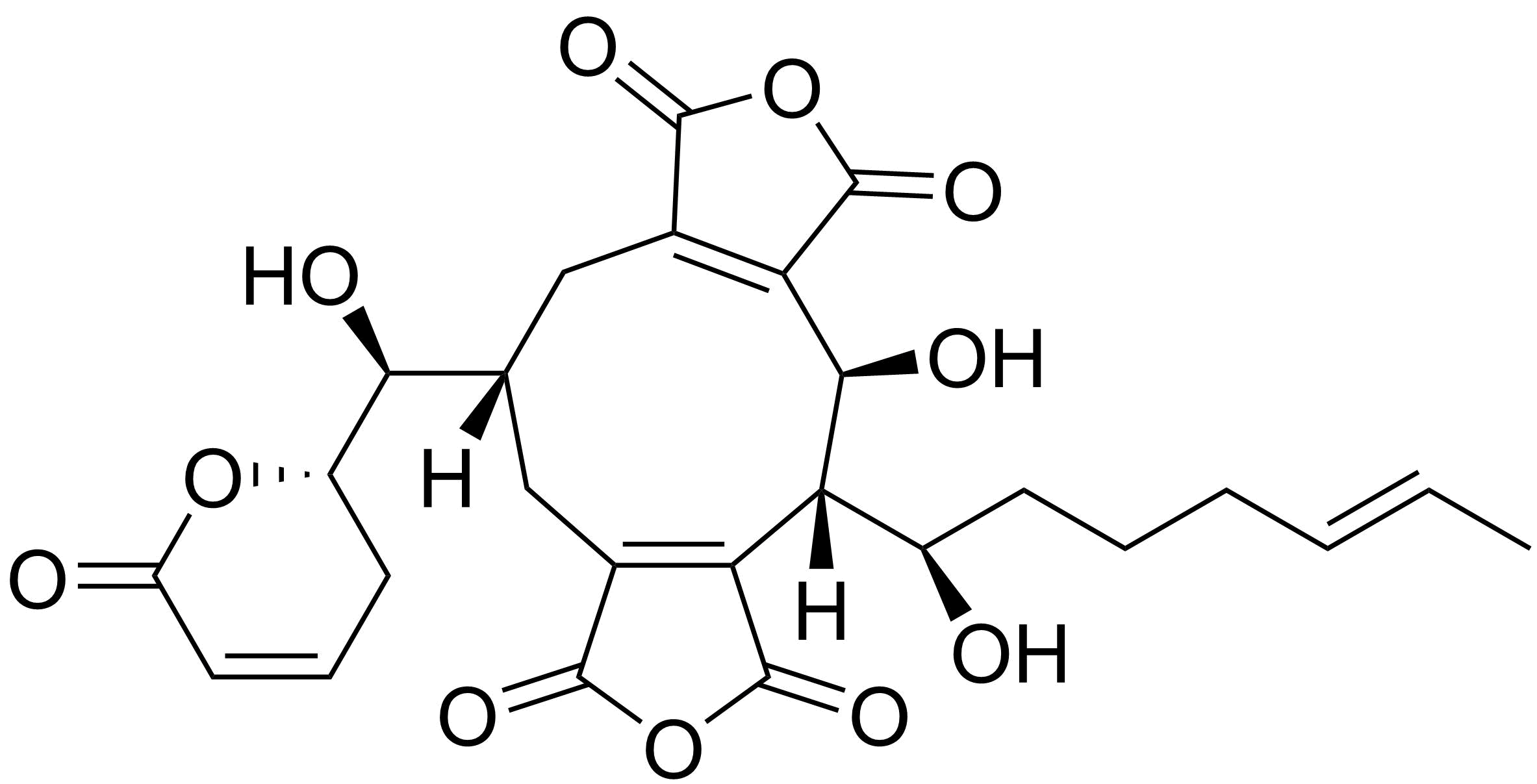
ルブラトキシンC

## 動物実験
マウスを使用した動物実験で、ルブラトキシンBは脂肪肝を引き起こし脂肪肝において脂肪の蓄積を誘導するとの報告がある。